# Meline, Cans et Compagnie
Meline, Cans et Compagnie est une maison d’édition active au XIXe siècle et basée à Bruxelles et à Leipzig..

## Ouvrages édités
Exemple d'ouvrages écrits par des personnalités :
- Alexandre Baudrimont et collectif, Dictionnaire de l'industrie manufacturière, commerciale et agricole, t. 2, 1837 (lire en ligne)
- Alphonse de Candolle, Introduction à l'étude de la botanique ou traité élémentaire de cette science, 1837 (lire en ligne)
- Jean Cruveilhier, Anatomie descriptive, t. 1, 1837 (lire en ligne)
- Pierre Auguste Joseph Drapiez, Dictionnaire classique des sciences naturelles, t. 3, 1838 (lire en ligne)
- Alexandre Dumas, La peinture chez les anciens : suivie de l'histoire des peintres, t. 2, 1845 (lire en ligne)
- François-Joseph Fétis, Biographie universelle des musiciens et bibliographie générale de la musique, t. 3, 1837 (lire en ligne)
- Christophe-Guillaume Koch et Frédéric Schoell, Histoire abrégée des traités de paix entre les puissances de l'Europe depuis la paix de Westphalie, t. 3, 1838 (lire en ligne)
- Joseph-Victor Le Clerc, Nouvelle rhétorique extraite des meilleurs écrivains anciens et modernes, 1839 (lire en ligne)
- Charles Nodier : Mademoiselle de Marsan. Le Dernier chapitre de mon roman. Edition corrigée et augmentée par l’auteur. Bruxelles, J. P. Méline, Libraire-Editeur, rue de la Montagne, n°51, (Imprimerie de Ode et Wodon, boulevard de Waterloo, n°34), 1832, in-16°.                Faux-titre, titre, 282 pp.-[1] f. de table.                Le faux-titre porte : Œuvres de Charles Nodier, VII.
- Adolphe Thiers, Histoire du Consulat et de l'Empire, t. 2, 1846 (lire en ligne)